# Trefemtedelsklausulen
Trefemtedelsklausulen var en aftale baseret på et kompromis mellem de 13 oprindelige stater i USA, om at en slave skulle tælle for 3/5 fri mand i delstaternes befolkning, når pladserne i det nyoprettede Repræsentanternes Hus skulle fordeles.
Aftalen blev vedtaget på Philadelphia-konventet i 1787 og indskrevet i USA's forfatning.

## Konstitutionen
Trefemtedelskompromiset findes i artikel 1, sektion 2, paragraf 3 i den amerikanske konstitution:
Representatives and direct Taxes shall be apportioned among the several States which may be included within this Union, according to their respective Numbers, which shall be determined by adding to the whole Number of free Persons, including those bound to Service for a Term of Years, and excluding Indians not taxed, three fifths of all other Persons.

## Diskussionen mellem nord- og sydstater
Nordstaterne havde oprindeligt argumenteret for, at kun frie borgere skulle tælle med, når pladserne i Repræsentanternes Hus skulle fordeles. Sydstaterne havde på den anden side argumenteret for, at slaverne også skulle tælles med, da de slaverige sydstater på denne måde ville være overrepræsenteret i Repræsentanternes Hus.
Forliget blev, at en slave skulle tælle for 3/5 fri mand, og at denne tre-femtedels mands ejer var pålagt at betale skat for sin slave.

## Politisk ulighed på grund af aftalen
Da det stadig ikke var tilladt slaver at stemme, gav aftalen slaveejerne et klart politisk fortrin, da de dermed udgjorde den befolkningsmæssige majoritet i den unge union. Konsekvensen af aftalen var, at i 1793 havde slavestaterne 47 pladser i Repræsentanternes Hus, hvor de kun ville have haft 33, hvis pladserne udelukkende havde været baseret på frie borgere. I 1812 havde slavestaterne 76 pladser i stedet for de 59, som de ellers ville have haft; og i 1833 havde de 98 pladser i stedet for 73.
I perioden fra George Washington blev valgt som præsident og indtil 1850-kompromiset bestred slaveejerne præsidentembedet i 50 ud af de 62 år.